# Ekaterina Kovalevskaia
Ekaterina Kovalevskaia (în rusă Екатерина Ковалевская; n. 17 aprilie 1974, Rostov-pe-Don, RSFS Rusă, URSS) este o jucătoare de șah rusă cu titlurile FIDE de Maestru Internațional (IM) și Mare Maestru Feminin (WGM). A câștigat Campionatul Rus de Șah Feminin în 1994 și 2000 și a fost vice-campioană la Campionatul Mondial de Șah Feminin 2004. Această din urmă realizare i-a adus titlul de Maestru Internațional.

## Carieră
Ekaterina Kovalevskaia a învățat să joace șah la Școala Sportivă nr. 1 din Rostov-pe-Don și la Școala de Maeștri de Șah All-Russia (ACGS).
Kovalevskaia a câștigat medalia de argint la Campionatul European Individual de Șah Feminin în 2000 și 2001.
A jucat pentru echipa națională a Rusiei la Olimpiadele de Șah Feminin din 1994, 1998, 2000, 2002, 2004, 2006, la Campionatele Mondiale de Șah Feminin pe echipe din 2007, 2009 și la Campionatele Europene de Șah Feminin din echipe din 2005 și 2007.
Deține titlul de Mare Maestru Feminin (WGM) din 1998 și pe cel de Maestru Internațional (IM) din 2004. Cu cea mai bună evaluare de până acum, 2507, se afla pe locul al șaptelea în clasamentul mondial feminin în iulie 2001.

### Echipe de club
A jucat în prima divizie rusă (pentru Don-Sdjuschor Rostov-on-Don, Politechnik Nizhny Tagil și ShSM Moscow), croată, britanică (în sezonul 2004/05 pentru Wood Green 1), muntenegreană (pentru T-com Podgorica ) și chineză (în sezonul 2008 pentru Wuxi Tiancheng Real Estate ). În liga germană feminină joacă pentru OSG Baden-Baden, alături de care a jucat în 2003, 2004, 2005, 2008, 2009, A câștigat campionatul în 2015, 2016 și 2018.
La Cupa Europeană a Cluburilor de Șah Feminin, Kovalevskaia a participat din 1996 de 13 ori. În competiția pe echipe a câștigat în 1999 cu Rudenko School Cherson, a ajuns pe locul doi în 2000 cu Michail Tschigorn Saint Petersburg și în 2005 cu Southern Ural Chelyabinsk, iar în 1996 cu Empils Rostov-on-Don, în 2008 cu T-com Podgorica, în 2013 și 2014 cu ShSM Moscova pe locul trei.